# Meridiano 149 E
O meridiano 149 E é um meridiano que, partindo do Polo Norte, atravessa o Oceano Ártico, Ásia, define a fronteira entre Oceano Índico e Oceano Pacífico, Austrália, Oceano Antártico, Antártida e chega ao Polo Sul. Forma um círculo máximo com o Meridiano 31 W.
Certas fontes indicam o meridiano 149º Este como a fronteira entre o Oceano Índico e Oceano Pacífico.
Começando no Polo Norte, o meridiano 149º Este tem os seguintes cruzamentos:
| País, território ou mar | Notas |
| ----------------------- | --- |
| Oceano Ártico           | |
| Rússia                  | Iacútia - Ilha Bennett                                                                                                 |
| Mar Siberiano Oriental  | |
| Rússia                  | Iacútia - Ilha Nova Sibéria                                                                                            |
| Mar Siberiano Oriental  | |
| Rússia                  | Iacútia Oblast de Magadan                                                                                              |
| Mar Siberiano Oriental  | Baía de Taui |
| Rússia                  | Ilhas Spafaryev |
| Mar de Okhotsk          | Passa a leste de Iturup nas Ilhas Curilhas (Oblast de Sacalina), administradas pela Rússia, reivindicadas pelo Japão   |
| Oceano Pacífico         | Passa a oeste da ilha Narage, Papua-Nova Guiné · Passa a oeste da ilha Unea, Papua-Nova Guiné                          |
| Papua-Nova Guiné        | Ilha da Nova Bretanha                                                                                                  |
| Mar de Salomão          | |
| Papua-Nova Guiné        | |
| Oceano Pacífico         | Mar de Coral - passa nas Ilhas do Mar de Coral, Austrália                                                              |
| Austrália               | Queensland - Ilha Whitsunday                                                                                           |
| Oceano Pacífico         | Mar de Coral |
| Austrália               | Queensland Nova Gales do Sul Território da Capital da Austrália - passa a oeste de Canberra Nova Gales do Sul Victoria |
| Oceano Pacífico         | |
| Oceano Antártico        | |
| Antártida               | Território Antártico Australiano, reivindicado pela Austrália                                                          |